# Kaito Toba

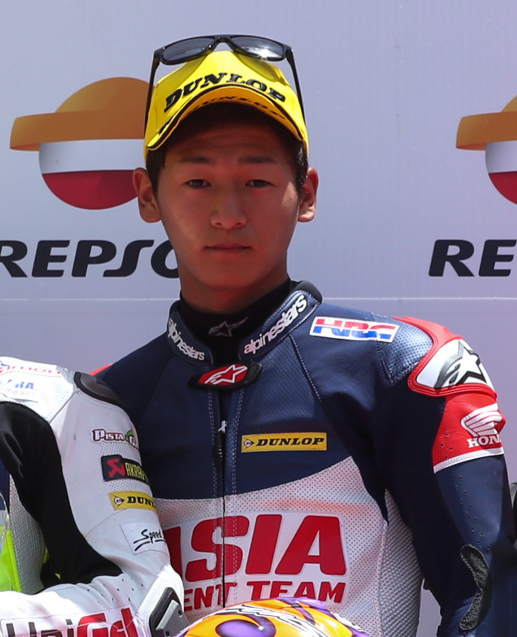
Kaito Toba in 2016

Kaito Toba (Japans: 鳥羽 海渡, Toba Kaito) (Fukuoka, 7 april 2000) is een Japans motorcoureur.

## Carrière
Toba maakte op vijfjarige leeftijd zijn debuut in de motorsport. Hij kwam tijdens zijn juniorcarrière veel uit in minimoto-kampioenschappen. In 2014 werd hij kampioen in de Asia Talent Cup. Hierop maakte hij in 2015 de overstap naar zowel de FIM MotoGP Rookies Cup als het Spaanse Moto3-kampioenschap. In de Rookies Cup behaalde hij een podiumplaats op de Sachsenring en werd hij met 79 punten negende in de eindstand. In de Spaanse Moto3 was zijn beste klassering een negende plaats op het Circuito de Albacete en werd hij twintigste in het klassement met 24 punten.
In 2016 kwam Toba opnieuw uit in zowel de Rookies Cup als de Spaanse Moto3. In de Rookies Cup won hij twee races op de Sachsenring en het Motorland Aragón en verbeterde hij zichzelf naar de vijfde plaats in het kampioenschap met 121 punten. In de Spaanse Moto3 won hij een race op het Circuit Ricardo Tormo Valencia en eindigde met 103 punten op de vierde plaats in het kampioenschap.
In 2017 maakte Toba de overstap naar de Moto3-klasse van het wereldkampioenschap wegrace, waarin hij voor het Honda Team Asia uitkwam. Hij kende een lastig debuutseizoen waarin hij slechts tweemaal punten wist te scoren met een tiende plaats in Argentinië en een vijftiende plaats in Oostenrijk. Met zeven punten eindigde hij op de dertigste plaats in het klassement.
In 2018 bleef Toba actief voor het Honda Team Asia in het wereldkampioenschap Moto3. Zijn resultaten werden beter en in de eerste helft van het seizoen eindigde hij driemaal in de top 10, met een zesde plaats in Catalonië als beste uitslag. In de tweede seizoenshelft zakte hij echter weer weg en eindigde nog slechts driemaal in de punten, waardoor hij 22e werd in het eindklassement met 37 punten.
In 2019 kwam Toba uit in zijn derde seizoen voor het Honda Team Asia. Tijdens de eerste race in Qatar kwalificeerde hij zich als derde en wist dat weekend met minimale voorsprong zijn eerste Grand Prix-overwinning te behalen.

## Statistieken

### Grand Prix

#### Per seizoen
| Seizoen | Klasse | Motor  | Team                | Races | Winst | Podiums | Poles | SR | Ptn | Pos |
| ------- | ------ | ------ | ------------------- | ----- | ----- | ------- | ----- | -- | --- | --- |
| 2017    | Moto3  | Honda  | Honda Team Asia     | 18    | 0     | 0       | 0     | 0  | 7   | 30e |
| 2018    | Moto3  | Honda  | Honda Team Asia     | 18    | 0     | 0       | 0     | 0  | 37  | 22e |
| 2019    | Moto3  | Honda  | Honda Team Asia     | 18    | 1     | 1       | 0     | 1  | 63  | 19e |
| 2020    | Moto3  | KTM    | Red Bull KTM Ajo    | 15    | 0     | 1       | 0     | 0  | 41  | 18e |
| 2021    | Moto3  | KTM    | CIP Green Power     | 18    | 0     | 1       | 0     | 0  | 64  | 17e |
| 2022    | Moto3  | KTM    | CIP Green Power     | 20    | 0     | 1       | 0     | 0  | 63  | 19e |
| 2023    | Moto3  | KTM    | Sic58 Squadra Corse | 20    | 0     | 1       | 0     | 0  | 105 | 11e |
| Totaal  | Totaal | Totaal | Totaal              | 127   | 1     | 5       | 0     | 1  | 380 |     |

#### Per klasse
| Klasse | Seizoenen | 1e GP      | 1e podium  | 1e winst   | Races | Winst | Podiums | Poles | SR | Ptn | Kampioen |
| ------ | --------- | ---------- | ---------- | ---------- | ----- | ----- | ------- | ----- | -- | --- | -------- |
| Moto3  | 2017-2023 | Qatar 2017 | Qatar 2019 | Qatar 2019 | 127   | 1     | 5       | 0     | 1  | 380 | 0        |
| Totaal | 2017-2023 | 2017-2023  | 2017-2023  | 2017-2023  | 127   | 1     | 5       | 0     | 1  | 380 | 0        |

#### Races per jaar
(vetgedrukt betekent pole positie; cursief betekent snelste ronde)
| Jaar | Klasse | Motor | 1      | 2      | 3       | 4       | 5       | 6       | 7       | 8       | 9       | 10      | 11     | 12      | 13      | 14      | 15     | 16     | 17      | 18      | 19      | 20     | Pos | Ptn |
| ---- | ------ | ----- | ------ | ------ | ------- | ------- | ------- | ------- | ------- | ------- | ------- | ------- | ------ | ------- | ------- | ------- | ------ | ------ | ------- | ------- | ------- | ------ | --- | --- |
| 2017 | Moto3  | Honda | QAT 19 | ARG 10 | AME DNF | SPA 17  | FRA DNF | ITA 25  | CAT 23  | NED 19  | DUI 21  | TSJ 29  | OOS 15 | GBR DNF | SMR DNF | ARA 28  | JPN 21 | AUS 20 | MAL 20  | VAL 24  |         |        | 30  | 7   |
| 2018 | Moto3  | Honda | QAT 7  | ARG 19 | AME DNF | SPA 9   | FRA 17  | ITA 20  | CAT 6   | NED 16  | DUI 18  | TSJ DNF | OOS 16 | GBR C   | SMR 13  | ARA 26  | THA 12 | JPN 17 | AUS 19  | MAL 12  | VAL DNF |        | 22  | 37  |
| 2019 | Moto3  | Honda | QAT 1  | ARG 10 | AME DNF | SPA 6   | FRA 6   | ITA DNF | CAT DNF | NED DNF | DUI DNF | TSJ DNF | OOS 18 | GBR 20  | SMR DNF | ARA DNS | THA 7  | JPN 17 | AUS DNF | MAL DNF | VAL 13  |        | 19  | 63  |
| 2020 | Moto3  | KTM   | QAT 14 | SPA 19 | AND 11  | TSJ 11  | OOS 20  | STI NC  | SMR 17  | EMI 9   | CAT 18  | FRA DNF | ARA 11 | TER 3   | EUR DNF | VAL DNF | POR 15 |        |         |         |         |        | 18  | 41  |
| 2021 | Moto3  | KTM   | QAT 9  | DOH 5  | POR NC  | SPA 16  | FRA 21  | ITA 12  | CAT 9   | DUI 2   | NED 13  | STI 12  | OOS 10 | GBR DNF | ARA 16  | SMR 14  | AME 23 | EMI 17 | ALG NC  | VAL 17  |         |        | 17  | 64  |
| 2022 | Moto3  | KTM   | QAT 3  | INA 12 | ARG 9   | AME DNF | POR 17  | SPA 7   | FRA 15  | ITA 16  | CAT 15  | DUI 20  | NED 10 | GBR 4   | OOS 10  | SMR 19  | ARA 23 | JPN 21 | THA DNF | AUS 17  | MAL 17  | VAL 24 | 19  | 63  |
| 2023 | Moto3  | Honda | POR 11 | ARG 7  | AME 11  | SPA DNF | FRA 12  | ITA 10  | DUI 14  | NED 11  | GBR 14  | OOS 14  | CAT 7  | SMR 6   | IND 2   | JPN 8   | INA 12 | AUS 17 | THA 10  | MAL DNF | QAT 8   | VAL 20 | 11  | 105 |